# NGC 5480
NGC 5480 este o galaxie spirală situată în constelația Ursa Mare. A fost descoperită în 15 mai 1787 de către William Herschel. Se află la o distanță de 31 de megaparseci de Pământ.